# Postwet 1810

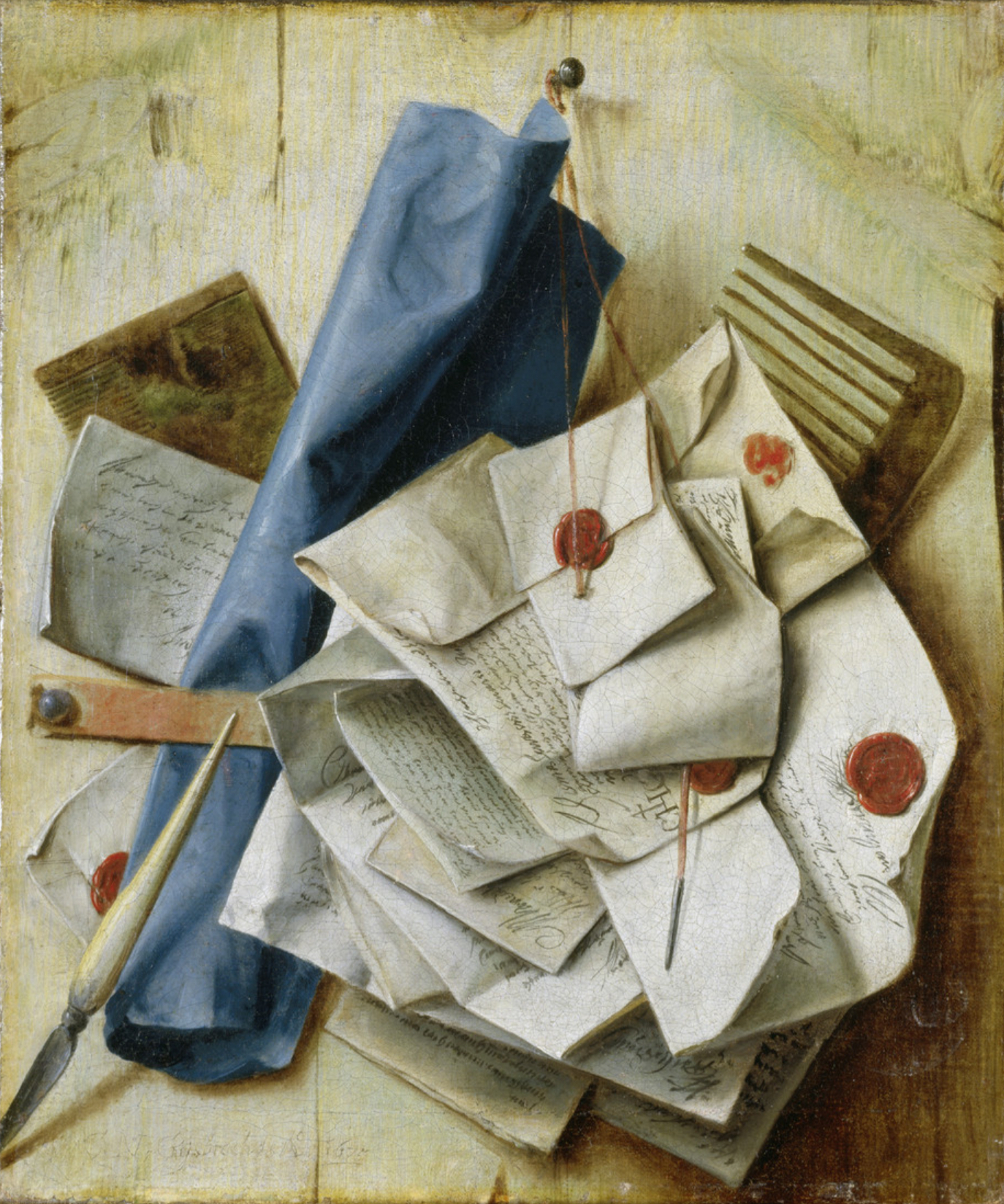
Een brievenbord (Quodlibet). Schilderij uit 1675 van Cornelis Norbertus Gysbrechts

De Postwet 1810 zorgt ervoor dat in alle delen van Nederland dezelfde regels en tarieven gaan gelden voor postbezorging en geeft de staat het monopolie op postbezorging.
In 1810 wordt in Nederland, dat na het aftreden van Lodewijk Napoleon als koning van Holland sterk onder invloed van Frankrijk raakte, een nieuwe postwet ingevoerd die hetzelfde is als in Frankrijk. Overal gaan dezelfde regels en tarieven gelden. In de wet werd geregeld dat de staat het monopolie op het bezorgen van post kreeg. Dit was feitelijk al het geval sinds 15 januari 1799, toen tijdens de Bataafse Republiek eenzelfde besluit was genomen. De algehele leiding over postbezorging kwam in handen van een door de staat benoemde Postmeester-generaal, die alleen over financiële zaken verantwoording hoefde af te leggen. Ook werd bepaald dat de ontvanger van post de kosten moest betalen. Dit leverde praktische problemen op. Soms was de ontvanger niet thuis en moest de bezorger terugkomen. In andere gevallen bleek de ontvanger overleden, waardoor de kosten niet konden worden verhaald. Of de ontvanger weigerde het stuk en daarmee ook de kosten van bezorging. Hoewel de Postwet 1810 een onpraktische wet was nam in 1813 de nieuw gevormde staat van het Koninkrijk der Nederlanden de wet over. Het duurde uiteindelijk veertig jaar voordat er een nieuwe wet kwam ter vervanging van die uit 1810: de Postwet 1850.